# Kostel Nanebevzetí Panny Marie (Blučina)
Kostel Nanebevzetí Panny Marie je římskokatolický chrám v obci Blučina v okrese Brno-venkov. Je chráněn jako kulturní památka. Je farním kostelem blučinské farnosti.

## Historie
Ze zmínky o blučinském plebánovi lze předpokládat, že již v této době zde stál kostel. Jádro současné stavby pochází ze třetí čtvrtiny 13. století. Dochovaly se románské obvodové zdi lodi, která byla původně plochostropá, a spodní část věže, na severní straně chrámu stál karner.
Pravděpodobně v první čtvrtině 14. století došlo k prodloužení lodi východním směrem, kde byl postaven pětiboký závěr. Zřejmě na přelomu 14. a 15. století byl zbořen karner a na jeho místě byla postavena kaple svaté Barbory, přibližně o 100 let později byla z jižní strany lodi přistavěna další kaple, kostel byl také zaklenut.
K dalším úpravám došlo na přelomu 16. a 17. století, kdy byla věž zvýšena vybudováním zvonicového patra. Asi o 100 let později vznikl další přístavek u severní zdi lodi, po roce 1767 došlo k úpravám části lodi, možná podle projektu Františka Antonína Grimma.
Na začátku 19. století byl postaven polygonální nástavec věže, v roce 1848 byla postavena sakristie, na konci 19. století byly provedeny některé novogotické úpravy.
Kolem kostela se do roku 1895 nacházel hřbitov.

## Galerie

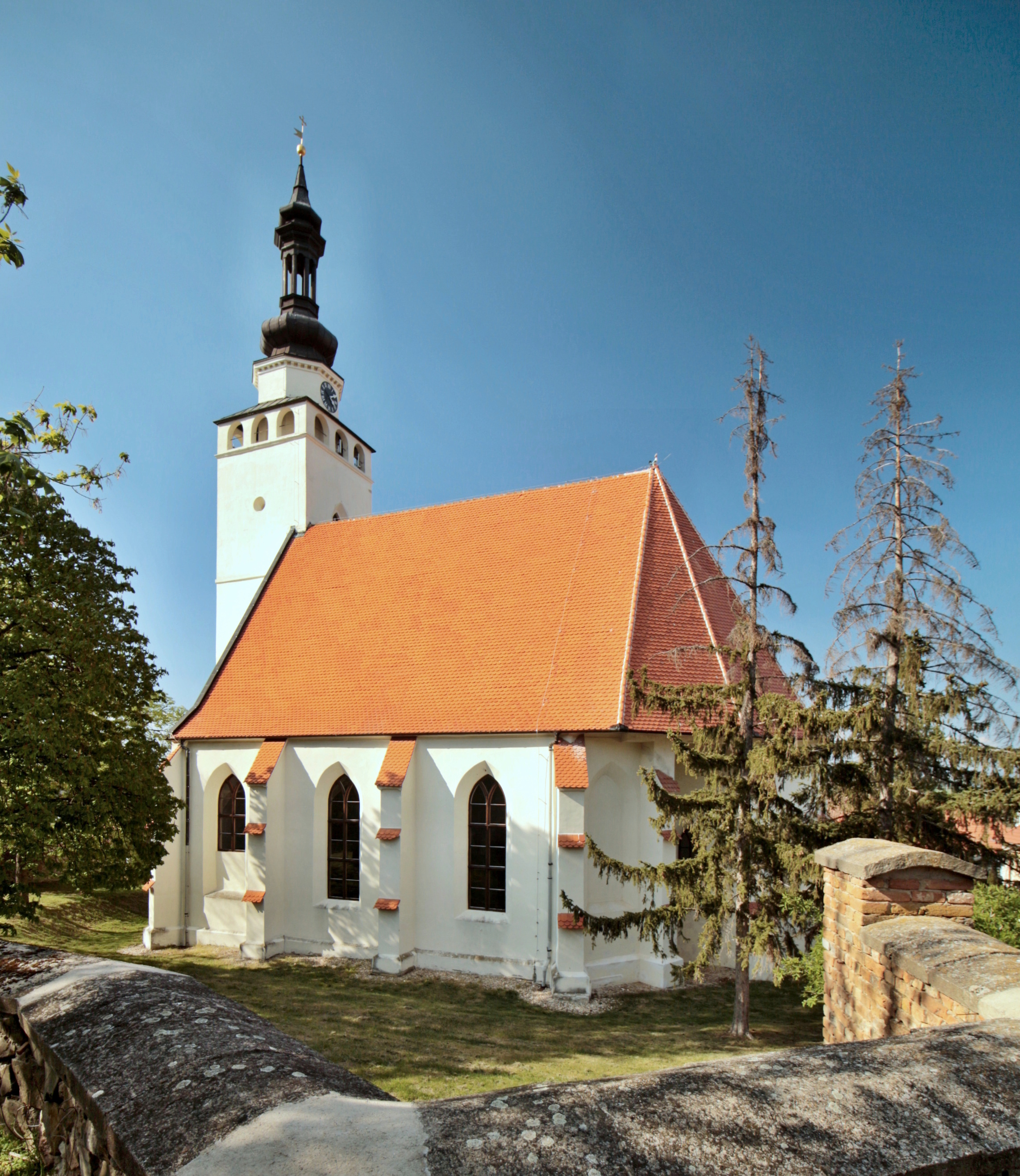
jižní strana
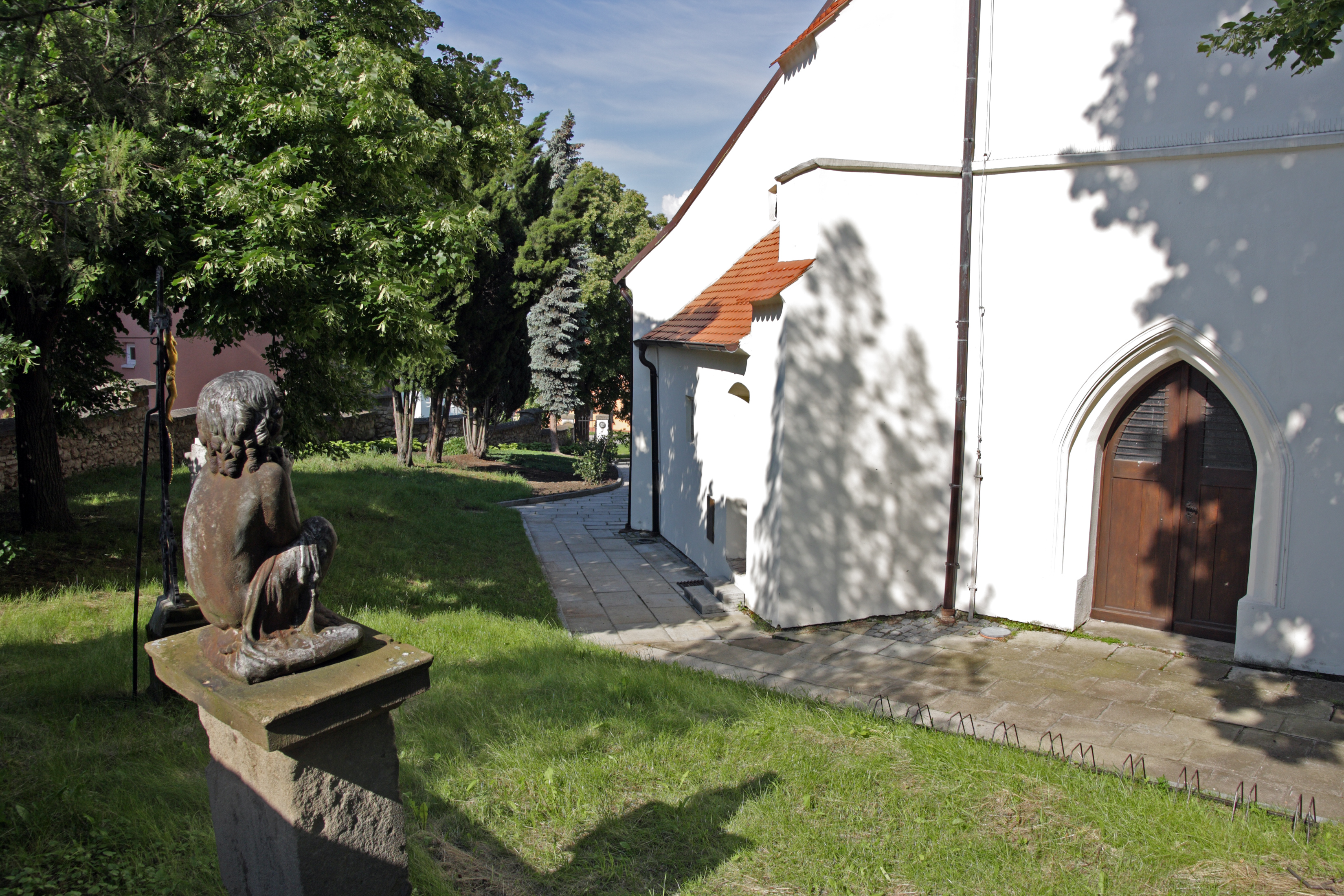
vstupní portál
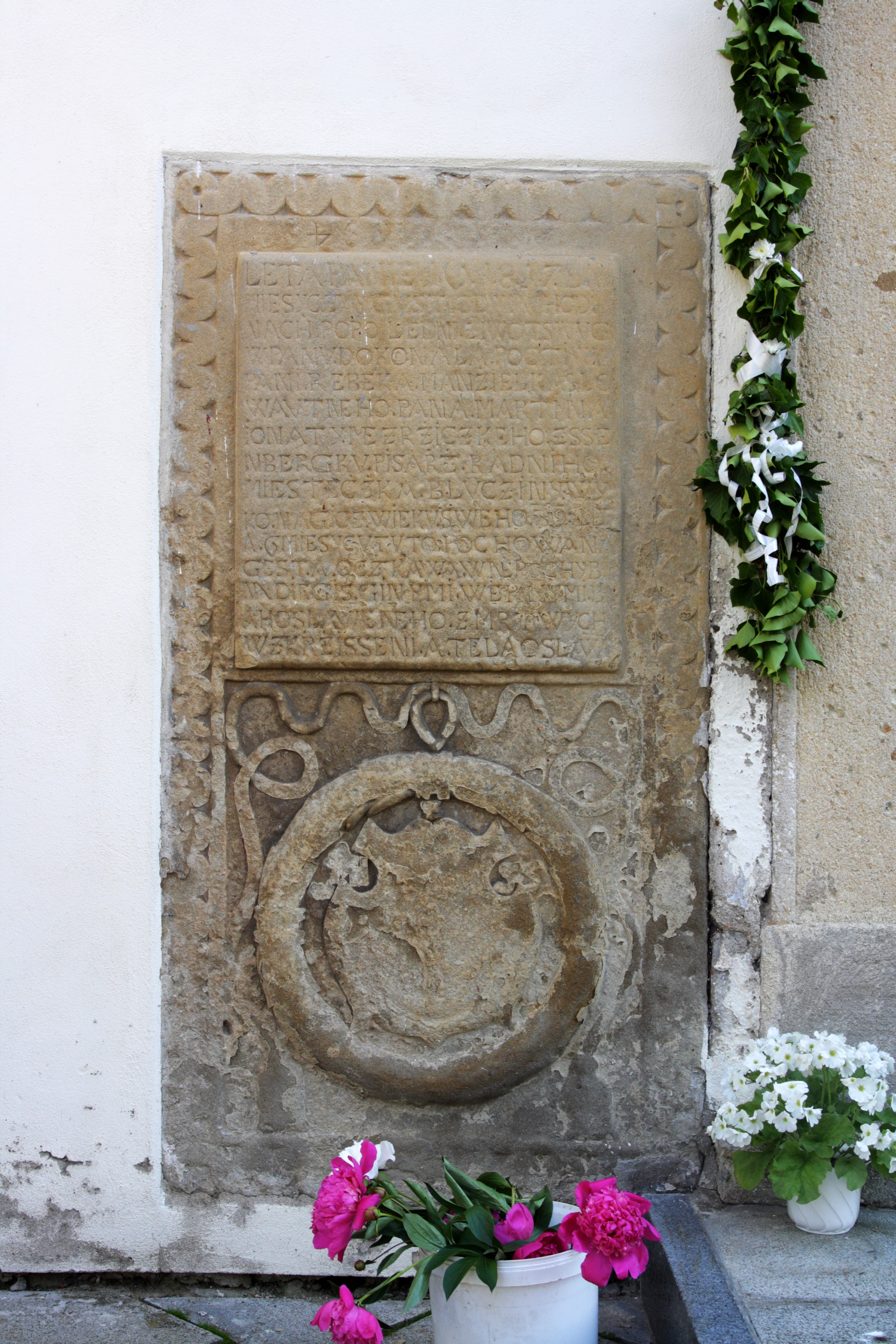
pamětní deska ve zdi kostela